# 宇宙開発競争の年表
宇宙開発競争の年表（うちゅうかいはつきょうそうのねんぴょう）は、およそ1957年から1975年頃までの期間で持続的に行われていたアメリカ合衆国とソビエト連邦による宇宙開発競争の年表である。
ここでは、宇宙開発競争によって達成された記録のうち主なものを提示する。
宇宙開発競争の詳細およびその他の記録については宇宙開発競争を参照
| 日時           | 内容                                                                                   | 国                 | 計画名                     |
| -------------- | -------------------------------------------------------------------------------------- | ------------------ | -------------------------- |
| 1957年8月21日  | 初の大陸間弾道ミサイル (ICBM)                                                          | ソビエト連邦       | R-7ロケット SS-6 Sapwood   |
| 1957年10月4日  | 初の人工衛星打ち上げ                                                                   | ソビエト連邦       | スプートニク1号            |
| 1957年11月3日  | 初の地球周回軌道への犬打ち上げ                                                         | ソビエト連邦       | スプートニク2号            |
| 1958年1月31日  | 初のアメリカの人工衛星 ヴァン・アレン帯の観測                                          | ABMA               | エクスプローラー1号        |
| 1958年12月18日 | 初の通信衛星打ち上げ                                                                   | ABMA               | スコアー計画               |
| 1959年1月4日   | 太陽観測衛星                                                                           | ソビエト連邦       | ルナ1号                    |
| 1959年2月17日  | 気象衛星                                                                               | NASA (NRL)         | ヴァンガード2号            |
| 1959年6月      | 偵察衛星                                                                               | アメリカ空軍       | ディスカバラー4号          |
| 1959年8月7日   | 宇宙空間からの地球撮影                                                                 | NASA               | エクスプローラー6号        |
| 1959年9月14日  | 月探査機                                                                               | ソビエト連邦       | ルナ2号                    |
| 1959年10月7日  | 月の裏側撮影                                                                           | ソビエト連邦       | ルナ3号                    |
| 1961年4月12日  | 有人宇宙飛行                                                                           | ソビエト連邦       | ボストーク1号              |
| 1961年5月5日   | 宇宙船に乗ったまま帰還 (したがって、FAI定義によれば、最初の「完成した宇宙飛行」です。) | NASA               | フリーダム7                |
| 1962年7月10日  | 初の実用通信衛星                                                                       | AT&T               | テルスター衛星             |
| 1962年9月29日  | 非大国による人工衛星                                                                   | カナダ             | Alouette1号                |
| 1963年6月16日  | 女性の宇宙飛行                                                                         | ソビエト連邦       | ボストーク6号              |
| 1965年3月18日  | 宇宙遊泳                                                                               | ソビエト連邦       | ボスホート2号              |
| 1965年12月15日 | 周回軌道でのランデヴー                                                                 | NASA               | ジェミニ6号 / ジェミニ7号  |
| 1966年3月1日   | 金星への地表探査機投入                                                                 | ソビエト連邦       | ベネラ3号                  |
| 1966年3月16日  | 衛星軌道でのランデヴーおよびドッキング                                                 | NASA               | ジェミニ8号                |
| 1968年12月24日 | 月周回軌道への有人宇宙船投入                                                           | NASA               | アポロ8号                  |
| 1969年7月20日  | 人類初の月面着陸                                                                       | NASA               | アポロ11号                 |
| 1971年4月23日  | 宇宙ステーション                                                                       | ソビエト連邦       | サリュート1号              |
| 1971年11月14日 | 火星への周回軌道投入                                                                   | NASA               | マリナー9号                |
| 1972年11月9日  | 静止軌道への静止衛星投入                                                               | カナダ             | アニークA1                 |
| 1975年7月15日  | 初のアメリカ・ソビエト合同ミッション                                                   | ソビエト連邦・NASA | アポロ・ソユーズテスト計画 |